# Chocóvireo
Chocóvireo (Vireo masteri) är en nyligen beskriven sydamerikansk fågelart i familjen vireor.

## Kännetecken

### Utseende
Chocóvireon är en liten (10 cm) medlem av familjen med olivgrön och gul fjäderdräkt. Ovansidan är olivgrön med ett brett och tydligt gult ögonbrynsstreck som kontrasterar med grågrön hjässa och mörk ögonstreck. Vingpennorna är mörkbruna med olivgröna kanter och på vingen syns även ett brett och gräddfärgat dubbelt vingband. Undersidan är gräddvit med gult bröst. Benen är blå medan näbben är svartaktig ovan och ljus under. 

### Läten
Sången är ljus och varierad, med sex till 20 toner på en till tre sekunder. Kontaktlätet är ett torrt och kort "chip", medan ett nasalt "zhree-zhree-zhree" yttras när den störs, mest likt rödögd vireo.

## Utbredning och taxonomi
Arten beskrevs först 1996. Dess vetenskapliga namn fick den genom en tävling anordnad för att öka kunskapen om, och samla in pengar för skydd av fågelns habitat. Den namngavs Vireo masteri efter vinnaren Dr Bernard Master.
Chocóvireo förekommer enbart utmed Stillahavssluttningen i västra Anderna i Colombia och i nordvästra Ecuador. Den är känd från några få områden, alla på mellan 800 och 1 600 meters höjd över havet. I Colombia förekommer den i Alto de Pisones och Montezuma i Risaralda samt i områet Junín area i Nariño. I Ecuador påträffas den i Alto Tambo och El Cristal i Esmeraldas samt vid Mashpivägen i Pichincha. Trots eftersökningar har inga fåglar hittats i områdena däremellan.

## Ekologi
Chocóvireo förekommer oftast i brant sluttande terräng med brutet lövverk och naturliga rotvältor i områden med palmer, epifyter, ormbunkar och mossor. Den söker föda i lövverket, ofta tillsammans med andra arter. Häckningen äger rum under torrperioden från juni till oktober. Den lever av olika mindre ryggradslösa djur.

## Status och hot
Chocóvireon har en rätt liten världspopulation på mellan 14.200 och 17.000 vuxna indivder, och utbredningsområdet är begränsat. Den tros även minska i antal till följd av habitatförstörelse. Hälften av skogsområdena i utbredningsområdet har redan avverkats. Sedan 2019 kategoriserar internationella naturvårdsunionen arten som nära hotad.